# Lac Basile
Lac Basile är en sjö i Kanada.   Den ligger i regionen Saguenay–Lac-Saint-Jean och provinsen Québec, i den östra delen av landet, 500 km nordost om huvudstaden Ottawa. Lac Basile ligger 224 meter över havet. Arean är 1,9 kvadratkilometer. Den sträcker sig 4,0 kilometer i nord-sydlig riktning, och 3,4 kilometer i öst-västlig riktning.
I omgivningarna runt Lac Basile växer i huvudsak blandskog. Trakten runt Lac Basile är nära nog obefolkad, med mindre än två invånare per kvadratkilometer.